# Injac Zamputi
Injac Zamputi, né le 12 février 1910 à Shkodër et mort le 1er mars 1998, est un historien et un écrivain albanais.

## Biographie
Injac Zamputi naît le 12 février 1910 à Shkodër d'une famille italienne.